# Марсолан
Марсола́н (фр. Marsolan) — коммуна во Франции, находится в регионе Юг — Пиренеи. Департамент — Жер. Входит в состав кантона Лектур. Округ коммуны — Кондом.
Код INSEE коммуны — 32239.

## География

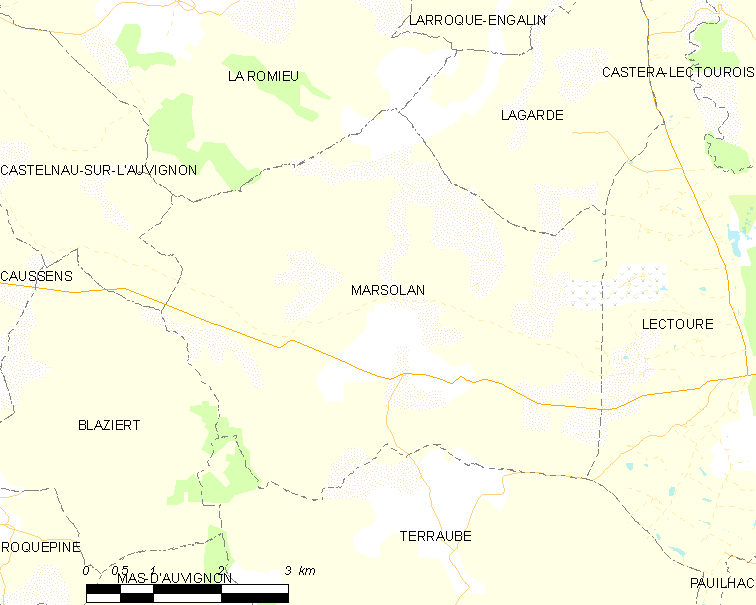
Карта коммуны

Коммуна расположена приблизительно в 570 км к югу от Парижа, в 85 км северо-западнее Тулузы, в 34 км к северу от Оша.

## Климат
Климат умеренно-океанический. Лето жаркое и немного дождливое, температура часто превышает 35 °С. Зимой часто бывает отрицательная температура и ночные заморозки. Годовое количество осадков — 700—900 мм.

## Население
Население коммуны на 2010 год составляло 461 человек.
| 1962 | 1968 | 1975 | 1982 | 1990 | 1999 | 2010 |
| ---- | ---- | ---- | ---- | ---- | ---- | ---- |
| 520  | 481  | 387  | 342  | 384  | 387  | 461  |

## Администрация
| Период | Период | Фамилия         | Партия | Примечания |
| ------ | ------ | --------------- | ------ | ---------- |
| 2001   | 2008   | Дениз Баррьё    |        |            |
| 2008   | 2020   | Доминик Гонелла |        |            |

## Экономика
В 2010 году среди 289 человек трудоспособного возраста (15-64 лет) 208 были экономически активными, 81 — неактивными (показатель активности — 72,0 %, в 1999 году было 68,7 %). Из 208 активных жителей работали 201 человек (109 мужчин и 92 женщины), безработных было 7 (3 мужчин и 4 женщины). Среди 81 неактивных 20 человек были учениками или студентами, 41 — пенсионерами, 20 были неактивными по другим причинам.